# Nick Herbert (physicien)
Pour les articles homonymes, voir Nick Herbert et Herbert.
Nick Herbert (né le 7 septembre 1936) est un physicien et auteur américain, surtout connu pour son livre Quantum Reality (Réalité Quantique).

## Biographie
Herbert a étudié le génie physique à l'Université d'État de l'Ohio, dont il a obtenu le diplôme en 1959. Il a reçu un doctorat en physique de l'université de Stanford en 1967 pour ses travaux sur les expériences de diffusion nucléaire. Après avoir enseigné pendant un an au Monmouth College dans l'Illinois, Herbert a occupé plusieurs postes dans l'industrie. Le plus illustre d'entre eux a été physicien principal à Memorex. Corporation à Santa Clara, Californie, où il a développé de nouveaux matériaux magnétiques, ainsi que des appareils de mesure magnétiques, électrostatiques et optiques, et a effectué des travaux théoriques sur Microscopie de Lorentz. Il a également été physicien principal chez Smith-Corona Marchant Corporation à Palo Alto, en Californie, où il a développé une nouvelle théorie du processus xérographique et a travaillé sur les premiers développements en impression à jet d'encre  .
Alors qu'il travaillait dans l'industrie, Herbert a fait partie du Fundamental Fysiks Group au Lawrence Berkeley National Laboratory, fondé en mai 1975 par Elizabeth Rauscher et George Weissmann. L'intérêt initial du groupe portait sur l'interprétation de la mécanique quantique, le paradoxe EPR, et l'inégalité de Bell, et les membres poursuivaient également des intérêts divers qui se situaient en dehors de la physique classique, explorant les drogues psychédéliques, les phénomènes psi, la nature de la conscience, et les connexions spéculatives de ces domaines avec la physique quantique.  Au cours des années 1970 et 1980, Herbert et Saul-Paul Sirag ont organisé une conférence à l'Institut Esalen sur la nature de la réalité, réunissant les participants pour discuter de l'interprétation de la mécanique quantique.  Avec Richard Shoup de Xerox PARC, Herbert a construit une «machine à écrire en métaphase», un appareil «à fonctionnement quantique» dont le but était de «communiquer avec les esprits désincarnés» .  Malgré de nombreux tests, y compris une tentative de contacter l'esprit de Harry Houdini à l'occasion du centième anniversaire de sa naissance, le groupe a rapporté que l'appareil n'avait pas fonctionné.
En 1981, Herbert a proposé FLASH, un système permettant d'envoyer des signaux plus rapides que la vitesse de la lumière en utilisant l'intrication quantique..  De cette proposition, le pionnier de l'informatique quantique Asher Peres a écrit : « J'étais l'arbitre qui a approuvé la publication du document sur le FLASH de Nick Herbert, sachant parfaitement qu'il était faux. J'explique pourquoi ma décision était la bonne, et je passe brièvement en revue les progrès auxquels elle a conduit. » Parmi les résultats qui, selon Peres, découlaient d'une réfutation de la proposition de Herbert, figuraient le théorème de non-clonage, prouvé par Wootters, Zurek, et Dieks.

## Animisme quantique
Herbert soutient une interprétation holistique de la physique quantique. Il a plaidé pour un «animisme quantique» dans lequel l'esprit imprègne le monde à tous les niveaux. Selon lui, les croyances animistes ont intégré les théories quantiques de l'existence bien avant que la discipline de la mécanique quantique ne soit conçue. 

## Livres
- Quantum Reality: Beyond the New Physics. New York: Doubleday, 1985.
- Faster Than Light: Superluminal Loopholes in Physics. New York: Dutton, 1988.
- Elemental Mind: Human Consciousness & the New Physics. New York: Dutton, 1995.
- Alice Zwischen Den Welten (with Bill Shanley). DVA, 1999.